# 宋旺相
宋旺相爵士，KBE（英語：Sir Ong-siang Song，1871年6月14日—1941年9月29日），又名宋鸿祥，他是19世纪末至20世纪初的新加坡社会名流，曾参与推动一系列社会改革和教育运动，与林文庆、伍连德并称“海峡华人三杰”。他是一名律师，同时也是史书《新加坡华人百年史》（One Hundred Years of Singapore）作者。

## 早年生平
1871年，宋旺相生于英国殖民地新加坡。1878年，他入读新加坡最顶尖的英语授课学校莱佛士书院。1888年，他获得女王奖学金，随即赴英国剑桥大学攻读法律专业。1893年，宋旺相获得剑桥大学法学学士和文学学士学位。返回新加坡后，他创办爱德根与宋旺相律师馆（Atiken & Ong Siang Co.），新加坡有许多著名律师皆出身自此律师楼。

## 事业成就
1893年，宋旺相被推选为新加坡中华基督教会会长，连任四十八年。1894年，他曾与人创办新加坡第一份罗马拼音的马来文日报《东方之星》（Bintang Timor），但只出版了一年就停刊。1897年，他与林文庆和伍连德创办《海峡华人杂志》（Straits Chinese Magazine），倡导华人剪辨、戒鸦片等事。1899年，他再与林文庆、丘菽园等人创建新嘉坡中国女学堂。1900年，他与陈若锦、林文庆等合创“海峡英籍华人公会”（The Straits Chinese Association）。
此外，他曾担任海峡华人文学协会会长（The Straits Chinese Literary Association）、新加坡教育局委员、新加坡植物园主席等职位。1922年，他应《新加坡百年史》（One Hundred Years of Singapore）总编辑麦比士（Walter Makepeace）邀请，撰写《新加坡华人百年史》（One Hundred Years History of Chinese in Singapore）。这本书成为新加坡华人研究的重要参考书。1932年，宋旺相获英国国王乔治五世赐封爵士头衔。